# شونتارو فوروکاوا
شونتارو فوروکاوا (انگلیسی: Shuntaro Furukawa؛ زادهٔ ۱۰ ژانویهٔ ۱۹۷۲) سیاست‌مدار و مدیر ارشد اجرایی اهل ژاپن است، که بعنوان قائم‌مقام مدیرعامل شرکت نینتندو فعالیت می‌کند.